# ميشيل فونتين
ميشيل فونتين (بالفرنسية: Michel Fontaine)‏ هو سياسي فرنسي، ولد في 6 مايو 1952 في فرنسا. حزبياً، نشط في الجمهوريون. وقد انتخب عضو المجلس الجهوي لريونيون ‏ وانتخب عضو مجلس الشيوخ الفرنسي وانتخب رئيس بلدية سان بيير (2001 – ).